# Utah Jazz 2004-2005
La stagione 2004-05 degli Utah Jazz fu la 31ª nella NBA per la franchigia.
Gli Utah Jazz arrivarono quinti nella Northwest Division della Western Conference con un record di 26-56, non qualificandosi per i play-off.

## Roster
| N° | Naz.                               | Ruolo | Sportivo             | Anno | Alt. | Peso |
| -- | ---------------------------------- | ----- | -------------------- | ---- | ---- | ---- |
| 2  | Stati Uniti (bandiera)             | G     | Randy Livingston     | 1975 | 193  | 95   |
| 3  | Stati Uniti (bandiera)             | G     | Kirk Snyder          | 1983 | 198  | 102  |
| 5  | Stati Uniti (bandiera)             | A     | Carlos Boozer        | 1981 | 206  | 117  |
| 6  | Stati Uniti (bandiera)             | G     | Howard Eisley        | 1972 | 188  | 80   |
| 10 | Croazia (bandiera)                 | GA    | Gordan Giriček       | 1977 | 198  | 95   |
| 13 | Turchia (bandiera)                 | AC    | Mehmet Okur          | 1979 | 211  | 113  |
| 15 | Stati Uniti (bandiera)             | A     | Matt Harpring        | 1976 | 201  | 105  |
| 19 | Isole Vergini Americane (bandiera) | G     | Raja Bell            | 1976 | 196  | 93   |
| 22 | Stati Uniti (bandiera)             | C     | Curtis Borchardt     | 1980 | 213  | 109  |
| 24 | Spagna (bandiera)                  | G     | Raül López           | 1980 | 185  | 77   |
| 25 | Stati Uniti (bandiera)             | G     | Keith McLeod         | 1979 | 188  | 85   |
| 30 | Porto Rico (bandiera)              | G     | Carlos Arroyo        | 1979 | 188  | 92   |
| 31 | Stati Uniti (bandiera)             | AC    | Jarron Collins       | 1978 | 211  | 116  |
| 43 | Stati Uniti (bandiera)             | A     | Kris Humphries       | 1985 | 206  | 107  |
| 44 | Stati Uniti (bandiera)             | A     | Ben Handlogten       | 1973 | 208  | 109  |
| 47 | Russia (bandiera)                  | A     | Andrej Kirilenko     | 1981 | 206  | 100  |
| 51 | Bosnia ed Erzegovina (bandiera)    | C     | Aleksandar Radojević | 1976 | 221  | 113  |

## Staff tecnico
- Allenatore: Jerry Sloan
- Vice-allenatori: Gordon Chiesa, Tyrone Corbin, Phil Johnson
- Vice-allenatore per lo sviluppo dei giocatori: Mark McKown